# Třinec (zámek)
Bývalý třinecký zámek stojí v Třinci, při křižovatce ulic Nádražní (silnice II/468), Hřbitovní a Frýdecká (obě silnice II/476). V okolí zámku se nacházel rozsáhlý francouzský park, z něhož se do současnosti dochoval pouze nedaleký rybník či nádržka. Po necitlivé přestavbě dnes již zámeckou budovu nepřipomíná.

## Historie
První písemná zmínka o Třinci pochází z roku 1444, kdy zdejší panství sloužilo jako léno těšínských vévodů. Nejstarším známým majitelem je Machník z Třince, zmiňovaný právě k roku 1444. Následně docházelo k častému střídání majitelů, mezi něž patřili např. Beesové z Chrostiny, Vlčkové z Dobrozemice, páni ze Saint Genois či sasko-těšínský vévoda Albert Habsburský. Ten panství připojil k Těšínské komoře. Zda některý z těchto vlastníků třineckého panství nechal postavit zdejší zámek, není známo. Teprve k roku 1799 máme první zprávu o malém dvoře s částečně zděným a částečně dřevěným zámkem. V okolí zámku býval rozsáhlý zámecký park, který sahal až řece Olši. Navíc se nejednalo o jedinou architektonicky zajímavou stavbu v okolí, neboť asi 500 metrů od třineckého zámku se nacházel dnes již zaniklý zámek Dolní Líštná a asi 1 kilometr opačným směrem letohrádek Sanssouci. Po připojení třineckého panství k Těšínu ztratil zámek na významu a byl využíván jako sídlo správy dvora, byty a kanceláře.
Další řadou změn prošel zámek a jeho okolí od 30. let 19. století. V roce 1839 nechala komora nedaleko od něj postavit vysokou pec a v roce 1844 přibyla smaltovna. V letech 1868 – 1872 došlo k postupnému rozdělení zámeckého parku na dvě části výstavbou železniční trati Bohumín - Čadca. Správa Třince následně přešla na železárny a zámek znovu ztratil na významu. V roce 1876 prošel radikální přestavbou na byty, při níž došlo k demolici patra. Od roku 1915 sloužil jako sídlo obecního úřadu a později v jeho prostorách bývaly dělnické byty. Po druhé světové válce sloužil nejprve jako sklad, později prošel úpravou na pohostinství. V současnosti (2020) je sídlem specializovaného obchodu (skicentrum).